# Scottish Banking Company
La Scottish Banking Company, ancêtre de la Royal Bank of Scotland, est la plus ancienne banque commerciale d'Europe.

## Historique
Elle fut créée dans le sillage des réformes initiées en 1707, par l'Acte d'Union liant Écosse et Angleterre et mettant fin à l'indépendance de la première. Il s'agissait, entre autres, de résoudre la crise financière et économique causée par la faillite du Projet Darién de William Paterson. Au même moment, en 1707, fut créée la Banque d'Ecosse qui était, elle, une banque centrale.
Les actionnaires du Projet Darién, ruinés, reçurent des titres de ce qui devint "Company of Equivalent Proprietors" par un échange d'actions, puis vingt ans plus tard des actions de la Scottish Banking Company, par un échange de titres, en 1727. Cette dernière fut vite renommée Royal Bank of Scotland. L'un des objectifs était de faire face aux intérêts financiers des familles des Highlands, qui soutenaient la Rébellion jacobite.
Une nouvelle version de la Scottish Banking Company fut fondée en 1881 à Dundee, mais n'eut pas de réussite commerciale.